# Zhai Zhigang
Zhai Zhigang (in cinese semplificato: 翟志刚; in cinese tradizionale: 翟志剛) (10 ottobre 1966) è un astronauta cinese.
Durante la missione Shenzhou 7 è stato il primo cittadino cinese a compiere una camminata spaziale.
Prima di diventare astronauta, Zhai Zhigang, ha volato come pilota militare nella Aeronautica militare della Cina Popolare collezionando più di 1000 ore di volo.